# Armando Rojas Castro
Armando Rojas Castro (Santiago, 5 de diciembre de 1896-ibídem, 28 de mayo de 1968) fue un pionero del cine mudo chileno, director y fundador del Instituto de Cinematografía Educativa de la Universidad de Chile, creador y director de documentales y noticiarios que cubren 30 años del acontecer de su país.

## Biografía
Hizo sus estudios secundarios en el Liceo de Hombres de Talca, dirigido entonces por el educador Enrique Molina Garmendia, cuya figura y valores pueden considerarse una influencia relevante, que sumada a su propia experiencia y lucha por salir adelante en la vida, permiten entender mejor su temprana preocupación por los problemas sociales y la importancia estratégica que otorga a la educación como vehículo de superación.
Su primera producción fue el largometraje argumental mudo Uno de abajo, que dirigió en base a un libreto de su autoría, filmado con un mínimo de recursos y con actores sin experiencia, estrenado el 25 de octubre de 1920 en el cine Alhambra de Santiago con elogiosas críticas que destacaban su calidad técnica y la actuación de sus protagonistas. Fue el duodécimo largometraje filmado en Chile en la época muda y el primero que se enfocó en una problemática social, concretamente en los efectos del alcoholismo.
Con el propósito de perfeccionarse, en 1921 viajó a Alemania, donde se radicó hasta 1928. Debió aprender alemán y para costear su estadía se desempeñó como profesor de castellano en las universidades Humboldt y luego en la de Berlín, además de actuar como secretario privado de la legación de Chile en Berlín. Sus estudios de cine los hizo en la UFA. En 1924 filmó por su cuenta un documental de largometraje titulado Lo que vi en Alemania, el que fue adquirido por el gobierno alemán y difundido internacionalmente, incluso en Chile.
En 1928 fue llamado por el gobierno de Chile para hacerse cargo de la creación del Instituto de Cinematografía Educativa (ICE), iniciativa pionera en Latinoamérica que tuvo por finalidad reforzar el proceso educativo acompañándolo de medios audiovisuales. Así, el 20 de diciembre de 1929 se inauguró el nuevo Servicio que, bajo la dirección de Armando Rojas Castro hasta 1942, llegó a contar con quince centros de distribución en todo el país, disponiéndose de un archivo de alrededor de 1000 películas a disposición del mundo docente, sin perjuicio de capacitar a más de 200 profesores para su empleo en forma pedagógica y autónoma. Además de material importado que se adecuó, el Instituto produjo sus propias películas cortas de apoyo educativo. Complementariamente puso en marcha y dirigió entre 1940 y 1943 el Informativo ICE, que con frecuencia quincenal se proyecta en los cines del país.
Una buena síntesis de la importancia del ICE en el desarrollo del cine y la educación en Chile está contenido en la siguiente cita:

El trabajo realizado por el ICE lo instala como la primera institución en utilizar de manera especializada —académica y técnica— al cine como auxiliar pedagógico. El estudio del Instituto de Cinematografía Educativa no sólo permite mostrar el rol que cumplió la Universidad estatal en la concepción de políticas renovadoras para el desarrollo de la pedagogía y la educación artística, durante la primera parte del siglo XX, sino también como un hito dentro de la historia del cine nacional al convertirse en lo que sería el primer archivo fílmico en el país y un semillero para la profesionalización de la técnica cinematográfica.

A contar de 1942 participó como director técnico de Chilefilms, emprendimiento impulsado ese año por la Corporación de Fomento de la Producción (CORFO) y la Universidad de Chile para el desarrollo del cine, correspondiéndole su equipamiento mediante adquisiciones en Estados Unidos y México. Se retiró en 1944 para integrarse a la Dirección de Informaciones y Cultura y crear el Noticiario DIC (Chile al día), único en su época, con producciones quincenales hasta 1954.
Luego de un breve retorno a la dirección del ICE, y a la dirección técnica en Chilefilms, en 1953 produjo el documental El hombre y la montaña que muestra los desafíos técnicos y humanos enfrentados para la explotación del mineral de cobre El Teniente, ubicado a gran altitud en la cordillera (Sewell). Se retiró hasta su fallecimiento en Santiago el 28 de mayo de 1968.
La producción del ICE así como la del Noticiario DIC incluyó numerosos documentales sobre aspectos relevantes del acontecer nacional, que podrían ser un valioso respaldo audiovisual de la historia de Chile, pero, igual que la mayoría de la producción de Armando Rojas Castro, y otros productores de su época, se encuentra desaparecida, principalmente por robo y venta del celuloide para la producción de productos de plástico. Sin embargo, gracias al esfuerzo de entidades como la Cineteca Universidad de Chile, del Centro Cultural Palacio de La Moneda y del Ministerio de Educación, entre otros muchos investigadores, se han ido rescatando algunas filmaciones del mayor valor histórico.
En 1939 publicó el libro de cuentos Calle Ricantén, que recibió notables críticas.
En 1952 se le otorgó el Premio Caupolicán de la Asociación de Cronistas de Cine, Radio y Teatro.

## Filmografía

### Largometrajes
- 1920 Uno de abajo
- 1924 Lo que vi en Alemania

### Documentales
- 1929 Del mundo que no vemos
- 1929 Taller de herrería
- 1929 El cerro Santa Lucía
- 1930 Escuela de Caballería
- 1930 Lago Llanquihue
- 1930 Cayutué
- 1930 Lago Todos los Santos
- 1931 Seguro Obrero
- 1932 La amiga de todos
- 1933 Accidentes del trabajo
- 1933 Santiago
- 1933 Física molecular
- 1933 Campos de rulo
- 1934 Gimnasia secundaria
- 1935 Viviendas populares
- 1938 Reliquias de gloria
- 1938 Embajada mexicana
- 1938 Transmisión del mando
- 1938 Fiesta en el estadio
- 1939 Terremoto de Chillán
- 1939 Defensa de la raza
- 1939 Vida y obra del Presidente Pedro Aguirre Cerda
- 1939 Canciller Aranha
- 1940 Moderna educación física
- 1944 Chile en trabajo
- 1945 La Tirana
- 1945 Nuestra marina de guerra
- 1946 Tierra del Fuego
- 1946 Cardenal Caro
- 1946 Reseña de una vida
- 1947 Nuestro Presidente
- 1947 Pascua
- 1947 Antártida chilena
- 1947 Atacama
- 1952 Transmisión del mando
- 1953 El hombre y la montaña